# جان پل راتن
جان پل راتن (انگلیسی: John Paul Ruttan؛ زادهٔ ۱۲ مهٔ ۲۰۰۱) هنرپیشه اهل کانادا است. وی از سال ۲۰۰۸ میلادی تاکنون مشغول فعالیت بوده است. 

از فیلم‌هایی که وی در آن نقش داشته است می‌توان به آثار زیر اشاره کرد.
| سال  | فیلم/نمایش            | نقش          | توضیحات                                  |
| ---- | --------------------- | ------------ | ---------------------------------------- |
| ۲۰۰۹ | ماجراهای مرداک        | Thedore Jr   | Episode: "Mild Mild West"                |
| ۲۰۱۰ | ۹۱ (عدد)              | Young Jack   |                                          |
| ۲۰۱۰ | دگراسی: نسل بعدی      | Pirate Boy   | فصل ۹, قسمت ۸: Waiting for Girl Like You |
| ۲۰۱۲ | این یعنی جنگ          | Joe          |                                          |
| ۲۰۱۴ | پلیس آهنی (فیلم ۲۰۱۴) | David Murphy |                                          |